# 鬼馬飛車
香港鬼馬飛車 (英文：Red Bull Hong Kong Soapbox Race) 為於香港舉行的鬼馬飛車，首馬香港鬼馬飛車於2012年10月14日於新界沙田多石街舉行，43支參與比賽的隊伍以經典香港電影及特色美食作為賽車主題，自行製作「唏噓豬肉佬」、「歲月神偷」及「西多士凍檸茶」等「鬼馬」四驅車，以挑戰長達372米的陡峭斜坡，沿途避開各個障礙，並且盡快抵達終點。除了速度外，評審團亦會就團隊的創意及娛樂性兩方面進行評分。香港鬼馬飛車總共吸引了愈35,000名現場觀眾欣賞。此外，主辦單位特別邀請了香港著名賽車手歐陽若曦為比賽開幕儀式擔任嘉賓，並且於賽道上風馳電掣表演。

## 歷史
鬼馬飛車由紅牛飲品主辦，於2000年於比利時舉辦全球首屆的比賽，其後於奧地利、英國及澳洲等近30個國家。至2012年，比賽首次移師香港，與香港汽車會合作舉辦，吸引了逾150支隊伍參加外圍比賽，最終有43支隊伍入圍參與總決比賽。於香港鬼馬飛車比賽中，不少參與比賽團隊都以香港的特色食品作為其賽車設計題材。

## 規則
每隊參與比賽的隊伍不得多於4名隊員，其中由一至兩名隊員擔任車手及副車手，隊員完成風趣幽默表演後，再挑戰陡峭斜坡，必須以最快的速度，安全抵達終點。